# Morti nel 2016/Luglio
| Questa pagina contiene informazioni ricavate automaticamente dalle voci biografiche con l'ausilio del template Bio e di un bot. L'aggiornamento è periodico e automatico e ricostruisce completamente la pagina. Se manca una persona in questa lista, sei pregato di non aggiungerla, ma accertati piuttosto che la sua voce biografica contenga il template Bio e che i dati anagrafici siano correttamente compilati. Se il template Bio manca, inseriscilo tu stesso o, in alternativa, metti l'avviso {{tmp\|Bio}} che ne segnala la mancanza. Se i dati riportati sono sbagliati, correggi direttamente la voce biografica; le modifiche saranno visibili in questa lista entro pochi giorni. Per chiarimenti vedi il progetto biografie. La lista contiene solo le 171 persone che sono citate nell'enciclopedia e per le quali è stato implementato correttamente il template Bio. Pagina aggiornata al 18 mar 2025. |

- 1º luglio - Yves Bonnefoy, poeta, traduttore e critico d'arte francese (n. 1923)
- 1º luglio - Franco Clivio, paroliere e scrittore italiano (n. 1935)
- 1º luglio - Enrico De Mori, direttore d'orchestra italiano (n. 1930)
- 1º luglio - Attilio Giordano, giornalista italiano (n. 1955)
- 1º luglio - Robin Hardy, regista britannico (n. 1929)
- 1º luglio - Francis H. Harlow, fisico statunitense (n. 1928)
- 1º luglio - Ugo Sacerdote, partigiano e ingegnere italiano (n. 1924)
- 2 luglio - Massimo Bonavita, politico italiano (n. 1949)
- 2 luglio - Michael Cimino, regista, sceneggiatore e produttore cinematografico statunitense (n. 1939)
- 2 luglio - Carlos Hernández, pugile venezuelano (n. 1939)
- 2 luglio - Rudolf Emil Kálmán, ingegnere e matematico statunitense (n. 1930)
- 2 luglio - Patrick Manning, politico e geologo trinidadiano (n. 1946)
- 2 luglio - Michel Rocard, funzionario e politico francese (n. 1930)
- 2 luglio - Giovanni Russo, politico e avvocato italiano (n. 1932)
- 2 luglio - Elie Wiesel, scrittore, giornalista e saggista rumeno (n. 1928)
- 3 luglio - John Michael Beaumont, britannico (n. 1927)
- 3 luglio - Jimmy Frizzell, allenatore di calcio e calciatore scozzese (n. 1937)
- 3 luglio - Marina Jarre, scrittrice e drammaturga italiana (n. 1925)
- 3 luglio - Noel Neill, attrice statunitense (n. 1920)
- 3 luglio - Rafael Prado Fraguas, calciatore spagnolo (n. 1957)
- 3 luglio - Gianfranco Spisani, politico italiano (n. 1940)
- 3 luglio - Markus Werner, scrittore svizzero (n. 1944)
- 4 luglio - Abbas Kiarostami, regista, sceneggiatore e montatore iraniano (n. 1940)
- 4 luglio - Claudia Ruggerini, partigiana italiana (n. 1922)
- 5 luglio - Rosaria Conte, sociologa italiana (n. 1954)
- 5 luglio - Guglielmo Costantini, calciatore e allenatore di calcio italiano (n. 1934)
- 5 luglio - Alirio Díaz, chitarrista venezuelano (n. 1923)
- 5 luglio - Bianca Orsi, scultrice italiana (n. 1915)
- 5 luglio - Vittorio Salerno, regista, sceneggiatore e produttore cinematografico italiano (n. 1937)
- 5 luglio - Gladys Vergara, astronoma e docente uruguaiana (n. 1928)
- 5 luglio - Valentino Zeichen, scrittore e poeta italiano (n. 1938)
- 6 luglio - Turgay Şeren, allenatore di calcio e calciatore turco (n. 1932)
- 6 luglio - Sisinio Zito, politico italiano (n. 1936)
- 7 luglio - Vittorio Goretti, astronomo italiano (n. 1939)
- 7 luglio - Laura Mancinelli, scrittrice, germanista e medievista italiana (n. 1933)
- 7 luglio - John McMartin, attore statunitense (n. 1929)
- 7 luglio - John O'Rourke, calciatore inglese (n. 1945)
- 7 luglio - Gabriele Pescatore, magistrato italiano (n. 1916)
- 7 luglio - Anita Reeves, attrice irlandese (n. 1948)
- 8 luglio - Eros Baccalini, calciatore italiano (n. 1930)
- 8 luglio - Frank Dickens, fumettista, scrittore e sceneggiatore britannico (n. 1931)
- 8 luglio - Abdul Sattar Edhi, filantropo pakistano (n. 1928)
- 8 luglio - Ferdinando Falco, poeta e scrittore italiano (n. 1936)
- 8 luglio - William H. McNeill, storico e scrittore canadese (n. 1917)
- 8 luglio - Jacques Rouffio, regista e sceneggiatore francese (n. 1928)
- 9 luglio - Víctor Barrio, torero spagnolo (n. 1987)
- 9 luglio - Emilio Gatti, ingegnere e fisico italiano (n. 1922)
- 9 luglio - Adrian Monger, canottiere australiano (n. 1932)
- 9 luglio - Silvano Piovanelli, cardinale e arcivescovo cattolico italiano (n. 1924)
- 9 luglio - Sydney Schanberg, giornalista e scrittore statunitense (n. 1934)
- 9 luglio - Fritzi Schwingl, canoista austriaca (n. 1921)
- 10 luglio - Anatolij Isaev, calciatore sovietico (n. 1932)
- 10 luglio - Alfred George Knudson, medico e genetista statunitense (n. 1922)
- 11 luglio - Sally Beauman, scrittrice, critica letteraria e giornalista britannica (n. 1944)
- 11 luglio - Jean Bergeret, medico e psicanalista francese (n. 1923)
- 11 luglio - Maurilio Borello, operaio italiano (n. 1925)
- 11 luglio - Emma Cohen, attrice, regista e sceneggiatrice spagnola (n. 1946)
- 11 luglio - Stéphan Dakowski, calciatore francese (n. 1921)
- 11 luglio - Javier Etxebarria, calciatore spagnolo (n. 1940)
- 11 luglio - Elaine Fantham, latinista e critica letteraria britannica (n. 1933)
- 11 luglio - Corrado Farina, regista, sceneggiatore e scrittore italiano (n. 1939)
- 11 luglio - Heidrun Hartmann, botanica tedesca (n. 1942)
- 11 luglio - Kurt Svensson, calciatore svedese (n. 1927)
- 12 luglio - Lorenzo Amurri, scrittore e musicista italiano (n. 1971)
- 12 luglio - Roberto Giannoni, scrittore e poeta italiano (n. 1934)
- 12 luglio - Goran Hadžić, politico serbo (n. 1958)
- 12 luglio - Dominique Mézerette, sceneggiatore francese (n. 1955)
- 12 luglio - Roger Dumas, attore francese (n. 1932)
- 12 luglio - Demontez Stitt, cestista statunitense (n. 1989)
- 12 luglio - Zygmunt Zimowski, arcivescovo cattolico polacco (n. 1949)
- 13 luglio - Héctor Babenco, regista, sceneggiatore e produttore cinematografico argentino (n. 1946)
- 13 luglio - Roberto Mario Fano, informatico e ingegnere italiano (n. 1917)
- 13 luglio - Bernardo Provenzano, mafioso italiano (n. 1933)
- 14 luglio - Abu Omar al-Shishani, militare e terrorista georgiano (n. 1986)
- 14 luglio - Péter Esterházy, scrittore e matematico ungherese (n. 1950)
- 14 luglio - Lisa Gaye, attrice statunitense (n. 1935)
- 14 luglio - Mohamed Lahouaiej-Bouhlel, terrorista tunisino (n. 1985)
- 14 luglio - Atilio López, calciatore paraguaiano (n. 1925)
- 14 luglio - Mario Perrucci, compositore italiano (n. 1934)
- 14 luglio - George Ramsay Cook, storico e docente canadese (n. 1931)
- 14 luglio - Carlo Sanna, politico italiano (n. 1926)
- 15 luglio - Qandeel Baloch, attrice, modella e blogger pakistana (n. 1990)
- 15 luglio - Arpad Kertesz, fotografo, modello e attore italiano (n. 1940)
- 15 luglio - Giuseppe Martinelli, pittore italiano (n. 1930)
- 16 luglio - Nate Thurmond, cestista statunitense (n. 1941)
- 16 luglio - Alan Vega, cantante statunitense (n. 1938)
- 17 luglio - Wendell Anderson, politico e hockeista su ghiaccio statunitense (n. 1933)
- 17 luglio - Eliakim Araújo, giornalista brasiliano (n. 1941)
- 17 luglio - Harry Wade, cestista canadese (n. 1928)
- 18 luglio - Yerker Andersson, educatore e attivista svedese (n. 1929)
- 18 luglio - Uri Coronel, dirigente sportivo olandese (n. 1946)
- 18 luglio - Agata Karczmarek, ginnasta e lunghista polacca (n. 1963)
- 18 luglio - Billy Name, fotografo e regista statunitense (n. 1940)
- 18 luglio - Nikolaus Messmer, vescovo cattolico kazako (n. 1954)
- 19 luglio - Carmen Hernández, missionaria spagnola (n. 1930)
- 19 luglio - Garry Marshall, regista, attore e sceneggiatore statunitense (n. 1934)
- 19 luglio - Dimitri, circense, mimo e attore teatrale svizzero (n. 1935)
- 19 luglio - Anthony D. Smith, antropologo e sociologo britannico (n. 1939)
- 19 luglio - Jacques Stany, attore e doppiatore bielorusso (n. 1930)
- 20 luglio - Dominique Arnaud, ciclista su strada francese (n. 1955)
- 20 luglio - Radu Beligan, attore rumeno (n. 1918)
- 20 luglio - Alberto Clementoni, calciatore italiano (n. 1931)
- 20 luglio - Giorgio Gualerzi, giornalista, critico musicale e saggista italiano (n. 1930)
- 20 luglio - André Isoir, organista francese (n. 1935)
- 20 luglio - Mark Takai, politico statunitense (n. 1967)
- 20 luglio - Rosemarie Weiß-Scherberger, schermitrice tedesca (n. 1935)
- 20 luglio - Gastone Zanon, calciatore italiano (n. 1924)
- 20 luglio - Pavel Šaramet, giornalista bielorusso (n. 1971)
- 21 luglio - Adolph Bachmeier, calciatore rumeno (n. 1937)
- 21 luglio - Roger Godement, matematico francese (n. 1921)
- 21 luglio - Julio San Lorenzo, calciatore argentino (n. 1934)
- 21 luglio - Costanza Segre Montel, storica dell'arte italiana (n. 1938)
- 22 luglio - Franca Faldini, attrice, giornalista e scrittrice italiana (n. 1931)
- 22 luglio - Ursula Franklin, fisica e attivista tedesca (n. 1921)
- 23 luglio - Thorbjörn Fälldin, politico svedese (n. 1926)
- 23 luglio - Joe Napolitano, regista statunitense (n. 1948)
- 23 luglio - Jean Ricardou, scrittore e critico letterario francese (n. 1932)
- 23 luglio - Lodovico Sommaruga, canottiere italiano (n. 1928)
- 24 luglio - Heinz Bertschi, calciatore svizzero (n. 1939)
- 24 luglio - Marni Nixon, soprano, attrice e doppiatrice statunitense (n. 1930)
- 24 luglio - Gabriella Parca, giornalista e scrittrice italiana (n. 1926)
- 25 luglio - Daphne Ceeney, atleta paralimpica, arciera e nuotatrice australiana (n. 1934)
- 25 luglio - Tom Clegg, regista britannico (n. 1934)
- 25 luglio - Judith Love Cohen, ingegnere aerospaziale, editrice e scrittrice statunitense (n. 1933)
- 25 luglio - Julija Abramovna Dobrovol'skaja, slavista, traduttrice e lessicografa russa (n. 1917)
- 25 luglio - Bülent Eken, allenatore di calcio e calciatore turco (n. 1923)
- 25 luglio - Halil İnalcık, storico e turcologo turco (n. 1916)
- 25 luglio - Dwight Jones, cestista statunitense (n. 1952)
- 25 luglio - Tim LaHaye, scrittore statunitense (n. 1926)
- 25 luglio - Artur Correia, calciatore portoghese (n. 1950)
- 25 luglio - Virgilio Zernitz, attore teatrale italiano (n. 1937)
- 26 luglio - John H. Flood, politico statunitense (n. 1939)
- 26 luglio - Sandy Pearlman, produttore discografico statunitense (n. 1943)
- 26 luglio - Pia Pera, scrittrice, saggista e traduttrice italiana (n. 1956)
- 26 luglio - Maria Toni, imprenditrice italiana (n. 1939)
- 27 luglio - Sauro Cavallini, scultore italiano (n. 1927)
- 27 luglio - Mariano Delogu, politico e dirigente sportivo italiano (n. 1933)
- 27 luglio - Jerry Doyle, attore statunitense (n. 1956)
- 27 luglio - Paolo Gasparini, vulcanologo e fisico italiano (n. 1937)
- 27 luglio - Piet de Jong, politico olandese (n. 1915)
- 27 luglio - James Alan McPherson, scrittore statunitense (n. 1943)
- 27 luglio - Giovanni Nadiani, germanista, traduttore e poeta italiano (n. 1954)
- 27 luglio - Einojuhani Rautavaara, compositore finlandese (n. 1928)
- 27 luglio - Richard Thompson, fumettista e illustratore statunitense (n. 1957)
- 28 luglio - Franco Barbieri, critico d'arte italiano (n. 1922)
- 28 luglio - Bob Brown, cestista statunitense (n. 1923)
- 28 luglio - Mahasweta Devi, scrittrice e attivista indiana (n. 1926)
- 28 luglio - Vladica Kovačević, calciatore e allenatore di calcio jugoslavo (n. 1940)
- 28 luglio - Antonio Possenti, pittore e illustratore italiano (n. 1933)
- 28 luglio - Émile Derlin Henri Zinsou, politico beninese (n. 1918)
- 29 luglio - José Cabrera, cestista messicano (n. 1921)
- 29 luglio - Vivean Gray, attrice britannica (n. 1924)
- 29 luglio - Ken Barrie, doppiatore e cantante britannico (n. 1933)
- 29 luglio - Anna Maria Jacobini, giornalista italiana (n. 1958)
- 29 luglio - Braj Kachru, linguista indiano (n. 1932)
- 29 luglio - Marta Marzotto, modella, stilista e socialite italiana (n. 1931)
- 29 luglio - Giò Pozzo, giornalista, gastronomo e artigiano italiano (n. 1952)
- 29 luglio - Giulio Schmidt, politico italiano (n. 1944)
- 29 luglio - Hugo Vignetti, pilota motociclistico argentino (n. 1946)
- 29 luglio - Traudl Wallbrecher, teologa tedesca (n. 1923)
- 29 luglio - Henry Ward, cestista statunitense (n. 1952)
- 30 luglio - Oleg Daškevič, regista sovietico (n. 1930)
- 30 luglio - Gloria DeHaven, attrice statunitense (n. 1925)
- 30 luglio - Nigel Gray, produttore discografico britannico (n. 1947)
- 30 luglio - Anna Marchesini, attrice teatrale, comica e doppiatrice italiana (n. 1953)
- 31 luglio - Chiyonofuji Mitsugu, lottatore di sumo giapponese (n. 1955)
- 31 luglio - Bobbie Heine, tennista sudafricana (n. 1909)
- 31 luglio - Fazil' Abdulovič Iskander, scrittore russo (n. 1929)
- 31 luglio - Paolo Morisi, fumettista italiano (n. 1948)
- 31 luglio - Destin Onka Malonga, calciatore della Repubblica del Congo (n. 1988)
- 31 luglio - Seymour Papert, matematico, informatico e pedagogista sudafricano (n. 1928)